# George Mason (Amerikaans politicus)
George Mason IV (11 december 1725 bij Pasbytanzy, Fairfax County, Virginia; 7 oktober 1792 in Gunston Hall, Fairfax County, Virginia) was een Amerikaans politicus, slavenhouder en grootgrondbezitter, die bekend is als de „Father of the Bill of Rights“ en als een van de grondleggers van de Verenigde Staten.

## Leven
Mason groeide op in Fairfax County in Virginia. Op vroege leeftijd liet hij een landhuis bouwen, vanuit waar hij zich bezighield met de lokale politiek. Naarmate de spanning tussen de Amerikaanse Kolonies en de Britten steeds groter werd, kwam Mason aan de kant van de kolonies te staan. De ervaring die Mason had opgedaan in de politiek in Virginia, zorgde ervoor dat hij een belangrijke rol kon spelen in de ontwikkeling van de staat Virginia en de Verenigde Staten. Hij bracht bijna zijn hele leven door in Virginia en overlijdt in 1792 in zijn landhuis, Gunston Hall.

## Werk
In 1776 schreef Mason de Virginia Declaration of Rights. In dit werk legde Mason de rechten van het individu vast en maakte duidelijk dat een slecht overheidsapparaat opgeheven mag worden door het volk. In 1787 werd Mason als gedelegeerde van de staat Virginia gevraagd om naar Philadelphia af te reizen om hier samen met de andere gedelegeerden een grondwet op te stellen. Mason was erg betrokken bij dit hele proces. Na maanden werk, koos Mason ervoor om niet in te stemmen met de grondwet en schreef een van zijn belangrijkste werken Objections. Hierin beschreef Mason dat er een Bill of Rightsontbrak en dat de slavenhandel moest worden stopgezet. Enkele jaren later zullen de wel bekende tien amendementen worden voorgelegd en opgenomen in de grondwet. Mede hierom wordt Mason gezien als een van de Founding Fathersvan de Verenigde Staten.

## Invloed
De werken van Mason hebben invloed gehad op veel andere bekende werken. Zijn Virginia Declaration of Rights is door Thomas Jefferson gebruikt als voorbeeld voor de Amerikaanse Onafhankelijkheidsverklaring. Veel van de Amerikaanse grondwet werd ook gebaseerd op het werk van Mason en de Bill of Rightsis in zijn geheel overgenomen van het werk van Mason.

## Slavernij
Mason was tegen slavernij en slavenhandel en hield zich actief bezig met dit onderwerp. Mason probeerde tijdens het maken van de grondwet hierin te verwerken dat de slavenhandel gestopt zou worden. Het is echter zo dat Mason zelf vele slaven hield op zijn eigen landgoed. Mason gebruikte als excuus hiervoor het feit dat hij de financiële situatie van zijn kinderen niet in gevaar wilden brengen, door zijn slaven vrij te laten, waarna zijn kinderen niks meer over zouden hebben.